# Козловский, Виктор Евгеньевич
Виктор Евгеньевич Козловский (родился 15 марта 1997 года в Красноярске) — российский профессиональный регбист, игрок команды «Металлург».

## Клубная карьера
Воспитанник команды «Енисей-СТМ». В 2017 году, вместе с рядом других молодых игроков был отдан в аренду в «Металлург». После аренды вернулся в Красноярск, однако в «тяжёлой машине» закрепиться не смог, и ушёл в клуб «Сибирь» из Новосибирска. Оттуда перед сезоном 2020/2021 пополнил состав «Металлурга». В регулярном первенстве заработал 10 очков, занеся две попытки «Енисею» и ЦСКА, став одним из открытий чемпионата. Провёл все матчи основного этапа. В 2021 году, в ответном четвертьфинальном матче против «ВВА-Подмосковье» набрал 10 очков, которые помогли им выйти в полуфинал.

## Карьера в сборной
Привлекался на сборы национальной команды в 2016 году, тогдашним тренером сборной и «Енисея» Александром Первухиным. Последовательно выступал за сборные до 18 и до 20 лет (участник молодёжного Евро).

## Статистика
Актуально на 03.02.2021. Еврокубки считаются по календарному году.